# Биска
Група „Биска“ је чачанска рок група која је свирала 80-их година прошлога века. Бенд је основан 1980. године и трајао је све до 1985. године. Група је добила назив по Драгану Албићу Биски који је иначе био кум још једном бенду - групи Смак. 

## Поставке
Група је имала две главне поставке. Прву стабилну поставку чинили су: Александар Брковић Саша (вокал), Слободан Тодоровић Тода (гитара), Дејан Стојановић (бас-гитара) и Зоран Цветић Зоф (бубњеви). Године 1982. уместо Дејана Стојановића на место басисте дошао је Александар Бараћ. Група је пар пута мењала поставку, али ове две поставке су најдуже трајале. 

## Распуштање групе
Пресудан моменат за распуштање групе била је смрт гитаристе Слободана Тодоровића Тоде, који је погинуо у саобраћајној несрећи. Група је наступала још пар месеци након његове смрти, али се на крају распустила те 1985. године. Басиста Александар Бараћ касније је прешао у групу Ван Гог. 

## Наступи
Група је најчешће имала концерте у Чачку, али и у Горњем Милановцу и у Крагујевцу где су наступали заједно са групама Бијело дугме, Галија, Смак, Рибља чорба, Крвна група... Били су узор многим младим бендовима, а један од њих је и рок група Освајачи.